# みなと舞鶴ちゃったまつり
みなと舞鶴ちゃったまつり（みなとまいづるちゃったまつり）とは、京都府舞鶴市で行われているお祭り。
舞鶴地方で話される方言・舞鶴弁である「ちゃった」の名を冠したお祭りで、1975年（昭和50年）から舞鶴市や舞鶴商工会議所が主体となった「みなと舞鶴ちゃったまつり実行委員会」の主催で開催されている。
日曜日には、前島埠頭および対岸で、夜店が多数出店し盛大な盛り上がりを見せる。
毎年、海上自衛隊舞鶴総監部なども参加し、市街地の活性化に一役買っているほか、2004年からは舞鶴港に寄港しているロシア人船員などによる「国際連」も参加。
舞鶴市で年間の最大のお祭りとなっている

## 開催時期
- 毎年7月最終週の土・日曜日の2日間

## 開催内容・場所
- 土曜日 - 西舞鶴市街地周辺
  - 前夜祭
  - 民謡流し
- 日曜日 - 東舞鶴市街地周辺と前島埠頭・しおじプラザ
  - フリーマーケット - 日中、前島埠頭一帯で開催される。
  - 花火大会 - 約5,000発の花火。海上自衛隊舞鶴教育隊から舞鶴東港・前島埠頭に向かって打ち上げられる花火は、周りに障害物がないため見やすく、また、水面に映る花火がその壮大さを増す。